# 青木美沙子
青木 美沙子（あおき みさこ、1983年6月3日 - ）は、日本のファッションモデル、タレント、訪問看護師、YouTuberである。日本ロリータ協会の会長。TWIN PLANET所属。千葉県出身。日本外務省よりカワイイ大使に任命されて、海外25ヵ国50都市以上歴訪。
日本におけるロリータファッションの第一人者であり、年齢を公表しながらも、年齢を足かせにせずロリータファッションを追求している。
これまでに購入したロリィタ服は1000着にもなり、合計金額は高級車が購入出来る金額だと言う。
東海大学医療技術短期大学卒業。正看護師資格及びホームヘルパー2級を持つ。姉が1人いる。

## 略歴
看護高等学校在学中に読者モデルとしてデビューした。短期大学卒業後、看護師として大学病院に勤務する傍ら『KERA』のロリータ・ファッション系の読者モデルとしても活動して人気を集め、ロリータ・ファッションのカリスマと称される。
2009年には、外務省よりカワイイ大使に任命され、日本国外にロリータファッションを広める活動に従事した。任命を機に大学病院を退職し、訪問看護に従事した。2013年春より美容外科医院に入職。
2013年2月、福岡市に「日本ロリータ協会」を設立。同協会の会長に就任する。同年11月より、ギャル系ファッション雑誌『小悪魔ageha』のモデルに起用される。
2017年8月よりTWIN PLANETに所属。同年に関西テレビのドキュメンタリーバラエティ番組『セブンルール』に出演し、それまで非公開にしていた年齢を公表した。
2024年3月1日にパリ・ファッションウィーク（パリコレ）で開催されたロリータ・ブランド「Hiroko Tokumine」のファッションショーにランウェイモデルとして出演した。
現在も訪問看護師・モデルの仕事を両立しつつ、日本国内外におけるロリータファッション愛好家の拡大と魅力の発信と、日本国内に根強く残るロリータファッションへの偏見の払拭を目標として、日本と世界を行き来しながら活動を続けている。

## 出演

### テレビ
- 東京カワイイTV（NHK）
- 王様のブランチ（TBS）
- はなまるマーケット（TBS）
- デカワンコ（日本テレビ） - 第6話
- 幸せ!ボンビーガール（日本テレビ）
- セブンルール (関西テレビ放送)
- 良かれと思って!（フジテレビ）
- ABChanZoo（2018年6月24日、テレビ東京）
- ナカイの窓（日本テレビ）[15]

### 映画
- マスカレード・ナイト（2021年） - 和泉春菜 役
- ハピネス（2024年）[16] - 出演・衣装協力

### ラジオ
- 週刊デジタリアン（2009年12月、TBSラジオ）

### インターネット放送
- 青木美沙子の★MISAKO’SカワイイROOM（ニコニコ生放送）

### 雑誌
- KERA（モール・オブ・ティーヴィー）元専属モデル
- Gothic&Lolita Bible（モール・オブ・ティーヴィー）
- 小悪魔ageha（インフォレスト）

## 書籍
- 青木美沙子のカワイイ革命〜ロリータときどきナース(Bamboo Mook)（2011年6月16日、竹書房）ISBN 978-4812445938
- ロリータファッションBOOK. (2014年3月26日、マイナビ出版) ISBN 978-4-8399-4911-2
- まっすぐロリータ道（2023年5月24日、光文社）

### 関連書籍
- 大槻ケンヂ『ゴスロリ幻想劇場-大槻ケンヂ短篇集』表紙モデル（2005年12月、インデックス・コミュニケーションズ）ISBN 978-4757303515